# Корытко, Эмилий
Эми́лий Антоний Коры́тко (пол. Emil Antoni Korytko; 1813—1839) — польский патриот и этнограф.

## Биография
Родился в начале XIX века, воспитывался во Львове, принимал участие в польском восстании 1830 года, по результатам которого был вынужден эмигрировать за границу.
Поселившись на юге Австрии, Корытко много путешествовал для сбора народных песен. Результатом трудов Корытко был сборник «Sloveńske pésni krajnskiga naroda» (5 томов, 1839—1844), содержащий свадебные, любовные, застольные, исторические, а также несколько духовных песни и колядки. По богатству и новизне материала сборник Корытко в своё время имел большое научное значение.
Умер в 1839 году.

## Труды
- Korytko E. Şlovénşke péşmi, krajnskiga naróda / Emil Korytko. V Ljubljani natisnil jih je, in na prodaj jih ima Joshef Blasnik. Knj. 1-5. 1839—1844.

- Pervi svesik
- Drugi svesik
- Tretji svesil
- Zheterti svesik
- Peti svesik

- Korytko E. Pismo F. L. Čelakovskemu / Emil Korytko. Priobčil V. A. Francev // Ljubljanski zvon letnik 20. št. 11 (1900)